# تاپ گان: ماوریک (موسیقی متن)
تاپ گان: ماوریک (موسیقی از فیلم) (انگلیسی: Top Gun: Maverick (Music from the Motion Picture)) موسیقی متن فیلم اکشن محصول ۲۰۲۴ تاپ گان: ماوریک است که توسط لورن بالفه، هارولد فالترمایر، لیدی گاگا و هانس زیمر ساخته شده است. این موسیقی متن در ۲۷ مهٔ ۲۰۲۲ از طریق اینترسکوپ رکوردز و پارامونت میوزیک منتشر شد. موسیقی متن فیلم توسط دو تک‌آهنگ «دستم را بگیر» از لیدی گاگا و «من نگران نیستم» از وان‌ریپابلیک تبلیغ شد. این موسیقی همچنین شامل عناصر اصلی «سرود تاپ گان» از فیلم اول است.

## فهرست قطعات
| فهرست قطعه‌های تاپ گان: ماوریک (موسیقی متن اصلی فیلم) | فهرست قطعه‌های تاپ گان: ماوریک (موسیقی متن اصلی فیلم)         | فهرست قطعه‌های تاپ گان: ماوریک (موسیقی متن اصلی فیلم)                                      | فهرست قطعه‌های تاپ گان: ماوریک (موسیقی متن اصلی فیلم) | فهرست قطعه‌های تاپ گان: ماوریک (موسیقی متن اصلی فیلم) |
| شماره                                                | نام                                                          | نویسنده(ها)                                                                               | هنرمند(ان)                                           | مدت                                                  |
| ---------------------------------------------------- | ------------------------------------------------------------ | ----------------------------------------------------------------------------------------- | ---------------------------------------------------- | ---------------------------------------------------- |
| ۱.                                                   | «عنوان‌های اصلی (شما دوباره به تاپ گان فراخوانده شده‌اید)»     | هارولد فالترمایر                                                                          |                                                      | ۲:۳۰                                                 |
| ۲.                                                   | «منطقه خطر»                                                  | جورجو مورودر تام ویتلاک                                                                   | کنی لاگینز                                           | ۳:۳۶                                                 |
| ۳.                                                   | «دارک‌ستار»                                                   | فالترمایر لورن بالفه                                                                      |                                                      | ۳:۰۱                                                 |
| ۴.                                                   | «گلوله‌های بزرگ آتش» (زنده)                                   | جک همر [ en ] اوتیس بلکول [ en ]                                                          | مایلز تلر                                            | ۱:۵۵                                                 |
| ۵.                                                   | «همان جایی هستی که بهش تعلق داری / جهنم را به آن‌ها نشان بده» | هانس زیمر بلادپاپ لیدی گاگا                                                               |                                                      | ۵:۴۶                                                 |
| ۶.                                                   | «من نگران نیستم»                                             | رایان تدر برنت کوتزل تایلر اسپری پیتر مورن [ en ] بیورن ایتلینگ [ en ] جان اریکسون [ en ] | وان‌ریپابلیک                                          | ۲:۲۸                                                 |
| ۷.                                                   | «دَگِر وان صدمه دیده / وقت رها کردن است»                       | فالترمایر زیمر بالف مکس اروج                                                              |                                                      | ۵:۰۶                                                 |
| ۸.                                                   | «تَلی تو / طرح چیست / اف-۱۴»                                  | اندرو کاوچینسکی زیمر بالف                                                                 |                                                      | ۴:۳۴                                                 |
| ۹.                                                   | «مرد، افسانه / فرود آمدن»                                    | زیمر فالترمایر تاکر ژرمانوتا                                                              |                                                      | ۳:۵۴                                                 |
| ۱۰.                                                  | «بازگشت پنی»                                                 | زیمر تاکر ژرمانوتا                                                                        |                                                      | ۲:۴۷                                                 |
| ۱۱.                                                  | «دستم را بگیر»                                               | تاکر ژرمانوتا                                                                             | لیدی گاگا                                            | ۳:۴۵                                                 |
| ۱۲.                                                  | «سرود تاپ گان»                                               | فالترمایر                                                                                 | هارولد فالترمایر استیو استیونز                       | ۴:۱۳                                                 |
| مجموع مدت:                                           | مجموع مدت:                                                   | مجموع مدت:                                                                                | مجموع مدت:                                           | ۴۳:۳۵                                                |